# فلاديمير سوكولوف (عالم)
فلاديمير سوكولوف (بالإنجليزية: Vladimir Sokolov)‏ (و. 1928 – 1998 م) هو عالم حيواني، من الاتحاد السوفيتي، ولد في موسكو، كان عضوًا في الحزب الشيوعي السوفييتي، وكان عضوًا في الأكاديمية الأمريكية للفنون والعلوم، والأكاديمية الروسية للعلوم، توفي في موسكو، عن عمر يناهز 70 عاماً.

## التعليم
تعلم في جامعة موسكو الحكومية.

## جوائز
حصل على جوائز منها:
- جائزة الدولة السوفيتية
- ميدالية الاستعراض الذهبية للإنجازات الاقتصادية  [لغات أخرى]‏
- وسام الراية الحمراء من حزب العمال
- وسام لينين
- نيشان الشجاعة.